# Championnat du Mexique de football 1970
Navigation
Saison précédente Saison suivante
Le Tournoi México 1970 est la vingt-huitième édition de la dernière division mexicaine.
En raison de l'organisation de la Coupe du monde 1970, la FEMEXFUT a organisé ce tournoi exceptionnel, pour célébrer la première organisation d'une Coupe du monde par un pays nord-américain.
Lors de ce tournoi, le Chivas de Guadalajara a tenté de conserver son titre de champion du Mexique face aux quinze meilleurs clubs mexicains.
Chacun des seize clubs participant au championnat était confronté à deux reprises aux sept autres équipes composant son groupe. Puis les meilleurs de chaque groupe se sont affrontés lors d'une phase finale à la fin du tournoi.
Seulement une place était qualificative pour la Coupe des champions de la CONCACAF.

## Les 16 clubs participants
| \| Mexico: Club América CF Atlante Club Necaxa Pumas UNAM Guadalajara: CF Atlas Chivas de Guadalajara Oro de Jalisco CD Cruz Azul —— Deportivo Veracruz CF Monterrey Laguna FC Torreón FC Deportivo Toluca FC FC León I Mexico Guadalajara AC Pachuca Deportivo Irapuato \| Localisation des clubs engagés dans le championnat. |
| Mexico: Club América CF Atlante Club Necaxa Pumas UNAM Guadalajara: CF Atlas Chivas de Guadalajara Oro de Jalisco CD Cruz Azul —— Deportivo Veracruz CF Monterrey Laguna FC Torreón FC Deportivo Toluca FC FC León I Mexico Guadalajara AC Pachuca Deportivo Irapuato                                                           |

| Club                  | Stade                            | Capacité          | Ville              |
| Club América          | Stade Azteca                     | 105 064           | Mexico             |
| CF Atlante            | Stade Azteca                     | 105 064           | Mexico             |
| CF Atlas              | Stade Jalisco                    | 56 713            | Guadalajara        |
| Club Necaxa           | Stade Azteca                     | 105 064           | Mexico             |
| CD Cruz Azul          | Stade du 10-Décembre             | 17 000            | Ciudad Cooperativa |
| Chivas de Guadalajara | Stade Jalisco                    | 56 713            | Guadalajara        |
| Deportivo Irapuato    | Estadio Irapuato                 | 24 000            | Irapuato           |
| Oro de Jalisco        | Stade Jalisco                    | 56 713            | Guadalajara        |
| Laguna FC             | Stade inconnu                    | Capacité inconnue | Torreón            |
| FC León               | Stade Nou Camp                   | 30 000            | León               |
| CF Monterrey          | Stade Tecnológico                | 33 485            | Monterrey          |
| AC Pachuca            | Stade de la Révolution Mexicaine | 3 500             | Pachuca            |
| Pumas UNAM            | Stade Olímpico Universitario     | 62 214            | Mexico             |
| Club Toluca           | Stade Nemesio Díez               | 27 000            | Toluca             |
| Torreón FC (en)       | Stade de la Révolution           | Capacité inconnue | Torreón            |
| Deportivo Veracruz    | Stade Luis de la Fuente          | 30 000            | Veracruz           |

## Compétition
La compétition s'est déroulée de la façon suivante :
- La phase de qualification : quatorze journées de championnat pour les seize équipes réparties en deux groupes de huit.
- La phase finale : quatorze journées de championnat pour les seize équipes réparties en deux groupes de huit d'après leur classement lors de la phase de qualification.

### Phase de qualification
Lors de la phase de qualification, les seize équipes affrontent à deux reprises les sept autres équipes de leur groupe selon un calendrier tiré aléatoirement.
Les équipes sont divisées en deux groupes de huit, les quatre meilleures équipes de chaque groupe sont directement qualifiées pour la phase finale et les quatre autres pour le groupe de consolation.
Le classement est établi sur l'ancien barème de points (victoire à 2 points, match nul à 1, défaite à 0).
Le départage final se fait selon les critères suivants :
- Le nombre de points.
- La différence de buts générale.
- La différence de buts particulière.
- Le nombre de buts marqué à l'extérieur.
- Le tirage au sort.

#### Classements
| Rang | Équipe                    | Pts | J  | G | N | P | Bp | Bc | Diff |
| ---- | ------------------------- | --- | -- | - | - | - | -- | -- | ---- |
| 1    | Torreón FC (en)           | 17  | 14 | 5 | 7 | 2 | 22 | 16 | +6   |
| 2    | CF Monterrey              | 16  | 14 | 5 | 6 | 3 | 16 | 21 | -5   |
| 3    | Chivas de Guadalajara (T) | 15  | 14 | 7 | 1 | 6 | 27 | 18 | +9   |
| 4    | FC León                   | 15  | 14 | 5 | 5 | 4 | 25 | 20 | +5   |
| 5    | Pumas UNAM                | 14  | 14 | 4 | 6 | 4 | 20 | 21 | -1   |
| 6    | Oro de Jalisco            | 14  | 14 | 6 | 2 | 6 | 15 | 18 | -3   |
| 7    | Deportivo Veracruz        | 13  | 14 | 5 | 3 | 6 | 25 | 23 | +2   |
| 8    | Club Necaxa               | 8   | 14 | 1 | 6 | 7 | 11 | 24 | -13  |

| Légende : Qualifications et relégations | Légende : Qualifications et relégations |
| --------------------------------------- | --------------------------------------- |
|                                         | Qualifié pour la phase finale           |
|                                         | Qualifié pour le groupe de consolation  |
|                                         | (T) : Tenant du titre                   |

| Rang | Équipe             | Pts | J  | G | N | P | Bp | Bc | Diff |
| ---- | ------------------ | --- | -- | - | - | - | -- | -- | ---- |
| 1    | Club Toluca        | 17  | 14 | 7 | 3 | 4 | 21 | 12 | +9   |
| 2    | AC Pachuca         | 16  | 14 | 6 | 4 | 4 | 15 | 9  | +6   |
| 3    | CD Cruz Azul       | 16  | 14 | 7 | 2 | 5 | 13 | 13 | 0    |
| 4    | CF Atlas           | 16  | 14 | 6 | 4 | 4 | 17 | 19 | -2   |
| 5    | Club América       | 14  | 14 | 6 | 2 | 6 | 16 | 15 | +1   |
| 6    | Laguna FC          | 12  | 14 | 4 | 4 | 6 | 13 | 19 | -6   |
| 7    | CF Atlante         | 11  | 14 | 2 | 7 | 5 | 12 | 17 | -5   |
| 8    | Deportivo Irapuato | 10  | 14 | 4 | 2 | 8 | 15 | 18 | -3   |

#### Matchs
| Résultats (▼dom., ►ext.)                                   | Chi | Leó | Mon | Nec | Jal | Tor | Pum | Ver |
| Chivas de Guadalajara                                      |     | 4-0 | 4-0 | 2-1 | 0-2 | 1-1 | 4-1 | 2-0 |
| FC León                                                    | 2-1 |     | 6-0 | 4-2 | 1-1 | 0-0 | 2-2 | 3-0 |
| CF Monterrey                                               | 1-0 | 3-1 |     | 0-0 | 1-1 | 1-1 | 1-1 | 1-0 |
| Club Necaxa                                                | 0-4 | 0-1 | 1-1 |     | 3-0 | 1-1 | 0-0 | 2-2 |
| Oro de Jalisco                                             | 0-1 | 1-0 | 0-2 | 1-0 |     | 2-1 | 2-1 | 2-0 |
| Torreón FC (en)                                            | 3-1 | 2-2 | 1-2 | 0-0 | 3-1 |     | 2-1 | 2-0 |
| Pumas UNAM                                                 | 2-1 | 2-2 | 4-2 | 1-0 | 1-0 | 2-2 |     | 1-2 |
| Deportivo Veracruz                                         | 5-2 | 2-1 | 1-1 | 6-0 | 4-2 | 2-3 | 1-1 |     |
| - Victoire à domicile - Match nul - Victoire à l'extérieur |     |     |     |     |     |     |     |     |

| Résultats (▼dom., ►ext.)                                   | Amé | Atlt | Atls | Azu | Ira | Lag | Pac | Tol |
| Club América                                               |     | 3-1  | 1-2  | 3-0 | 2-0 | 2-1 | 0-0 | 0-1 |
| CF Atlante                                                 | 1-1 |      | 0-0  | 0-2 | 0-2 | 1-1 | 1-0 | 1-1 |
| CF Atlas                                                   | 1-0 | 3-2  |      | 2-1 | 2-1 | 2-1 | 0-2 | 1-1 |
| CD Cruz Azul                                               | 0-1 | 2-1  | 1-0  |     | 1-0 | 1-0 | 2-1 | 0-1 |
| Deportivo Irapuato                                         | 1-2 | 0-2  | 2-2  | 1-2 |     | 4-2 | 0-0 | 1-0 |
| Laguna FC                                                  | 1-0 | 0-0  | 1-1  | 1-1 | 0-2 |     | 1-0 | 2-1 |
| AC Pachuca                                                 | 3-1 | 1-1  | 2-0  | 0-0 | 2-1 | 0-1 |     | 2-0 |
| Club Toluca                                                | 3-0 | 1-1  | 4-1  | 2-0 | 1-0 | 4-1 | 1-2 |     |
| - Victoire à domicile - Match nul - Victoire à l'extérieur |     |      |      |     |     |     |     |     |

### Phase finale
Lors de la phase finale les seize équipes affrontent à deux reprises les sept autres équipes de leur groupe selon un calendrier tiré aléatoirement.
Les équipes sont divisées en deux groupes de huit, la meilleure équipe du groupe principal est sacré champion et la dernière du groupe de consolation est qualifié pour le barrage de relégation face au dernier du championnat précédent. 
Le classement est établi sur l'ancien barème de points (victoire à 2 points, match nul à 1, défaite à 0).
Le départage final se fait selon les critères suivants :
- Le nombre de points.
- La différence de buts générale.
- La différence de buts particulière.
- Le nombre de buts marqué à l'extérieur.
- Le tirage au sort.

#### Classements
| Rang | Équipe                    | Pts | J  | G  | N | P  | Bp | Bc | Diff |
| ---- | ------------------------- | --- | -- | -- | - | -- | -- | -- | ---- |
| 1    | CD Cruz Azul              | 21  | 14 | 10 | 1 | 3  | 26 | 15 | +11  |
| 2    | Chivas de Guadalajara (T) | 19  | 14 | 7  | 5 | 2  | 21 | 11 | +10  |
| 3    | FC León                   | 18  | 14 | 7  | 4 | 3  | 22 | 15 | +7   |
| 4    | Club Toluca               | 17  | 14 | 7  | 3 | 4  | 26 | 15 | +11  |
| 5    | AC Pachuca                | 13  | 14 | 6  | 1 | 7  | 21 | 24 | -3   |
| 6    | CF Atlas                  | 10  | 14 | 3  | 4 | 7  | 13 | 23 | -10  |
| 7    | CF Monterrey              | 9   | 14 | 2  | 5 | 7  | 13 | 20 | -7   |
| 8    | Torreón FC (en)           | 5   | 14 | 2  | 1 | 11 | 12 | 31 | -19  |

| Légende : Qualifications et relégations | Légende : Qualifications et relégations                                              |
| --------------------------------------- | ------------------------------------------------------------------------------------ |
|                                         | Coupe des champions 1971 (2e tour de qualification)                                  |
|                                         | Qualifié pour le barrage de relégation face au dernier de Primera División 1969-1970 |
|                                         | (T) : Tenant du titre                                                                |

| Rang | Équipe             | Pts | J  | G | N | P | Bp | Bc | Diff |
| ---- | ------------------ | --- | -- | - | - | - | -- | -- | ---- |
| 1    | Pumas UNAM         | 17  | 14 | 7 | 3 | 4 | 14 | 8  | +6   |
| 2    | Laguna FC          | 17  | 14 | 6 | 5 | 3 | 17 | 12 | +5   |
| 3    | Deportivo Veracruz | 16  | 14 | 6 | 4 | 4 | 16 | 13 | +3   |
| 4    | CF Atlante         | 15  | 14 | 4 | 7 | 3 | 16 | 13 | +3   |
| 5    | Deportivo Irapuato | 15  | 14 | 5 | 5 | 4 | 15 | 17 | -2   |
| 6    | Club América       | 14  | 14 | 4 | 6 | 4 | 13 | 12 | +1   |
| 7    | Club Necaxa        | 11  | 14 | 3 | 5 | 6 | 12 | 17 | -5   |
| 8    | Oro de Jalisco     | 7   | 14 | 2 | 3 | 9 | 10 | 21 | -11  |

#### Matchs
| Résultats (▼dom., ►ext.)                                   | Atls | Azu | Chi | Leó | Mon | Pac | Tol | Tor |
| CF Atlas                                                   |      | 1-3 | 1-1 | 3-2 | 0-3 | 1-2 | 0-2 | 2-1 |
| CD Cruz Azul                                               | 1-0  |     | 1-0 | 2-4 | 1-0 | 2-0 | 1-0 | 6-1 |
| Chivas de Guadalajara                                      | 1-1  | 2-1 |     | 1-1 | 1-0 | 4-1 | 2-1 | 3-0 |
| FC León                                                    | 3-1  | 0-1 | 0-0 |     | 3-2 | 2-1 | 0-1 | 3-1 |
| CF Monterrey                                               | 1-1  | 1-1 | 2-2 | 0-0 |     | 1-2 | 0-0 | 0-3 |
| AC Pachuca                                                 | 2-0  | 3-1 | 0-3 | 0-1 | 0-2 |     | 3-2 | 3-0 |
| Club Toluca                                                | 1-1  | 2-3 | 2-0 | 1-1 | 4-0 | 4-3 |     | 3-1 |
| Torreón FC (en)                                            | 0-1  | 1-2 | 0-1 | 1-2 | 2-1 | 1-1 | 0-3 |     |
| - Victoire à domicile - Match nul - Victoire à l'extérieur |      |     |     |     |     |     |     |     |

| Résultats (▼dom., ►ext.)                                   | Amé | Atlt | Ira | Lag | Nec | Jal | Pum | Ver |
| Club América                                               |     | 0-0  | 0-1 | 0-0 | 4-0 | 2-1 | 1-0 | 2-0 |
| CF Atlante                                                 | 2-2 |      | 4-0 | 3-2 | 0-0 | 0-1 | 0-2 | 3-1 |
| Deportivo Irapuato                                         | 1-1 | 1-1  |     | 1-0 | 1-0 | 3-0 | 1-1 | 0-2 |
| Laguna FC                                                  | 0-0 | 0-0  | 2-1 |     | 1-1 | 2-0 | 1-1 | 3-1 |
| Club Necaxa                                                | 1-0 | 1-1  | 2-2 | 2-3 |     | 2-0 | 1-2 | 1-2 |
| Oro de Jalisco                                             | 1-1 | 0-1  | 3-1 | 1-2 | 1-1 |     | 1-2 | 1-1 |
| Pumas UNAM                                                 | 2-0 | 2-0  | 0-1 | 1-0 | 0-1 | 1-0 |     | 0-1 |
| Deportivo Veracruz                                         | 3-0 | 1-1  | 1-1 | 0-1 | 1-0 | 2-0 | 0-0 |     |
| - Victoire à domicile - Match nul - Victoire à l'extérieur |     |      |     |     |     |     |     |     |

### Barrage de relégation
Un barrage de relégation était prévu entre le dernier de cette compétition et le dernier de la Primera División 1969-1970, mais il a été annulé en raison du passage de 16 à 18 clubs de la Primera División.
| Club           | Aller | Retour | Club      | Commentaire |
| Oro de Jalisco | -     | -      | Laguna FC |             |

## Bilan du tournoi
| Tableau d'Honneur |              |
| Compétition       | Vainqueur    |
| Tournoi México 70 | CD Cruz Azul |

| Qualifications continentales 1970-1971 |              |
| Coupe des champions                    | Qualifiés    |
| 2e Tour de qualification               | CD Cruz Azul |

| Promotions et relégations     |                     |
| Relégué en Primera División A | Aucun               |
| Promu de Primera División A   | CF Puebla Zacatepec |